# Roberto Carretero
Roberto Carretero Díaz (* 30. August 1975 in Madrid) ist ein ehemaliger spanischer Tennisspieler.
Seinen einzigen Karrieretitel (ATP Tour) gewann Carretero 1996 bei den German Open in Hamburg. Der Turniersieg des bis dahin unauffälligen Spaniers, der dort unter anderem im Halbfinale Jewgeni Kafelnikow und im Finale Àlex Corretja besiegte, war der erste eines Qualifikanten beim Masters-Turnier in Hamburg.
Nach diesem überraschenden Erfolg wurde es allerdings ruhig um Carretero. Er fiel von der Weltranglisten-Spitzenposition 58, die er nach seinem Sieg in Hamburg erreicht hatte, immer weiter zurück. Auf der ATP Challenger Tour konnte er 1999 noch einen Turniersieg in Sopot feiern.
Nach der Saison 2001 beendete Carretero seine Profilaufbahn.